# British Home Championship 1979
De British Home Championship van 1979 was de 84e editie van de British Home Championship. Het toernooi werd gehouden van 19 mei tot en met 26 mei 1979. Engeland werd kampioen.

## Eindstand
| Team          | Gsp | W | G | V | DV | DT | DS | Ptn |
| ------------- | --- | - | - | - | -- | -- | -- | --- |
| Engeland      | 3   | 2 | 1 | 0 | 5  | 1  | +4 | 5   |
| Wales         | 3   | 1 | 2 | 0 | 4  | 1  | +3 | 4   |
| Schotland     | 3   | 1 | 0 | 2 | 2  | 6  | –4 | 2   |
| Noord-Ierland | 3   | 0 | 1 | 2 | 1  | 4  | –3 | 1   |

## Wedstrijden
|                                                  |               |                                   |          |                                                                            |
| 19 mei 1979 «onderlinge duels» 15:00 uur (UTC+1) | Noord-Ierland | 0 – 2                             | Engeland | Windsor Park, Belfast Toeschouwers: 35.000 Scheidsrechter: Ian Foote (SCO) |
| 19 mei 1979 «onderlinge duels» 15:00 uur (UTC+1) |               | 11' Dave Watson 14' Steve Coppell |          | Windsor Park, Belfast Toeschouwers: 35.000 Scheidsrechter: Ian Foote (SCO) |

|                                                  |                                                    |       |           |                                                                               |
| 19 mei 1979 «onderlinge duels» 15:00 uur (UTC+1) | Wales                                              | 3 – 0 | Schotland | Ninian Park, Cardiff Toeschouwers: 20.371 Scheidsrechter: Pat Partridge (ENG) |
| 19 mei 1979 «onderlinge duels» 15:00 uur (UTC+1) | John Toshack 28' John Toshack 35' John Toshack 75' |       |           | Ninian Park, Cardiff Toeschouwers: 20.371 Scheidsrechter: Pat Partridge (ENG) |

|                                                  |                   |       |               |                                                                               |
| 22 mei 1979 «onderlinge duels» 20:00 uur (UTC+1) | Schotland         | 1 – 0 | Noord-Ierland | Hampden Park, Glasgow Toeschouwers: 28.524 Scheidsrechter: Clive Thomas (WAL) |
| 22 mei 1979 «onderlinge duels» 20:00 uur (UTC+1) | Arthur Graham 76' |       |               | Hampden Park, Glasgow Toeschouwers: 28.524 Scheidsrechter: Clive Thomas (WAL) |

|                                                  |          |       |       |                                                                                    |
| 23 mei 1979 «onderlinge duels» 19:45 uur (UTC+1) | Engeland | 0 – 0 | Wales | Wembley Stadium, Londen Toeschouwers: 70.220 Scheidsrechter: Malcolm Moffatt (NIR) |
| 23 mei 1979 «onderlinge duels» 19:45 uur (UTC+1) |          |       |       | Wembley Stadium, Londen Toeschouwers: 70.220 Scheidsrechter: Malcolm Moffatt (NIR) |

|                                                  |                 |       |                  |                                                                               |
| 25 mei 1979 «onderlinge duels» 19:00 uur (UTC+1) | Noord-Ierland   | 1 – 1 | Wales            | Windsor Park, Belfast Toeschouwers: 6.500 Scheidsrechter: John Homewood (ENG) |
| 25 mei 1979 «onderlinge duels» 19:00 uur (UTC+1) | Derek Spence 1' |       | 63' Robbie James | Windsor Park, Belfast Toeschouwers: 6.500 Scheidsrechter: John Homewood (ENG) |

|                                                  |                                                     |       |               |                                                                                    |
| 26 mei 1979 «onderlinge duels» 15:00 uur (UTC+1) | Engeland                                            | 3 – 1 | Schotland     | Wembley Stadium, Londen Toeschouwers: 98.000 Scheidsrechter: António Garrido (POR) |
| 26 mei 1979 «onderlinge duels» 15:00 uur (UTC+1) | Peter Barnes 45' Steve Coppell 63' Kevin Keegan 70' |       | 21' John Wark | Wembley Stadium, Londen Toeschouwers: 98.000 Scheidsrechter: António Garrido (POR) |